# Тигри визволення Таміл-Іламу
«Тигри визволення Таміл-Іламу» (там. தமிழீழ விடுதலைப் புலிகள, англ. The Liberation Tigers of Tamil Eelam, LTTE) — етнічне політичне і збройне формування на Шрі-Ланці, яке з 1972 року веде боротьбу за створення незалежної тамільської держави в північній і північно-східній частині Шрі-Ланки, де проживають тамільські народності. За час протистояння «тигрів» і уряду Шрі-Ланки за оцінками ООН загинули від 80 до 100 тисяч чоловік.
Формально угруповання засноване в 1976 році. З 1983 року беруть участь в громадянській війні з урядовими військами. Чисельність, за деякими даними, від 8 до 10 тис. бойовиків. Озброєння партизан: автоматичні гвинтівки М16, ручні і станкові кулемети, ручні гранатомети, вогнемети. У повстанців є значна кількість засобів ППО, артилерії і бронетехніки (до 9 танків Т-55). «Тигри» контролювали майже всі території північного і східного узбережжя Шрі-Ланки. На лініях розмежування з територією офіційної влади були виставлені свої КПП, які існували майже легально.
Беззмінним лідером організації був Велупіллаї Прабхакаран.
Заборонені в 1998 році «тигри Тамілу» тимчасово перестали вважатися незаконною організацією в 2002 році, після того, як уклали з урядом Шрі-Ланки мирну угоду. Фактично ця угода перестала діяти на початку 2008 року, після того, як уряд почав свій наступ, а члени організації зробили ряд терактів. Крім Шрі-Ланки, «тигри» внесені до списків терористичних організацій США, ЄС і Індією.
Незважаючи на підписану в 2002 угоду про припинення вогню, з якого ані влада Шрі-Ланки, ані сепаратисти офіційно не вийшли, між бойовиками і армією протягом останніх років практично щодня відбуваються запеклі сутички. У 2008 уряд Шрі-Ланки почав нову широкомасштабну операцію проти сепаратистів, пообіцявши, що в 2009 з ТВТІ буде покінчено. В кінці січня війська Шрі-Ланки увійшли до міста Муллаїттіву — останнє опорне місто руху «Тигрів», розташоване на північно-східному узбережжі країни. Спостерігачі тоді відзначили, що взяття останнього укріпленого району сепаратистів приведе лише до переходу ТВТІ до партизанської тактики.
Уряд почав рішучу військову операцію проти «тигрів» в січні 2009 року. Повстанці зазнали низку поразок і до середини травня під їхнім контролем залишилася тільки невелика ділянка на північному узбережжі країни. Під час проведення завершуючої фази операції міжнародні організації, в першу чергу ООН, звинуватили урядові війська в масованому застосуванні проти тамілів артилерії і організації «бійні», оскільки при артобстрілах загинули сотні мирних жителів. Представники армії у відповідь звинуватили «тигрів» в перебільшенні кількості загиблих і у використанні мирних жителів як «живого щиту». В травні 2009 державні медія повідомили про загибель в оточенні лідера сепаратистів Велупіллая Прабхакарана.

## Виноски
1. ↑  ООН подсчитала погибших в гражданской войне на Шри-Ланке
2. ↑  Предъявлены доказательства гибели лидера «Тамильских тигров»